# Serena Clerici
Serena Clerici (Busto Arsizio, 27 dicembre 1971) è una doppiatrice, direttrice del doppiaggio e dialoghista italiana.
Attiva soprattutto nel doppiaggio di bambine o bambini, è conosciuta in particolare per aver doppiato Vera in Pokémon, Asuka in Miz and Mrs., Sinfony in Magica Doremi, Pretty in Kaeloo, Dorami in Doraemon  e Amy Rose nei videogiochi di Sonic.

## Doppiaggio

### Film
- Camille Goldstein in Merry Christmas, Drake & Josh
- Asin Thottumkal in Ghajini, Majaa, Ghajini, Housefull 2
- Madeleine Martin in Legendary

### Film d'animazione
- Vera in Pokémon: Jirachi Wish Maker, Pokémon: Destiny Deoxys, Pokémon: Lucario e il mistero di Mew, Pokémon Ranger e il Tempio del Mare
- Dorami in Doraemon - Il film: Nobita e la nascita del Giappone, Doraemon - Il film: Nobita e la grande avventura in Antartide "Kachi Kochi"
- Silica in Sword Art Online - The Movie: Ordinal Scale, Sword Art Online: Progressive - Aria of a Starless Night
- Ping in Impy e il mistero dell'isola magica, Impy Superstar - Missione Luna Park
- Baffo in La grande caccia all'Uovo di Pasqua
- ÈHi in L'isola di Furby
- Clover in Le avventure di My Little Pony
- Reiko Yanagizawa in Le voci della nostra infanzia
- Creature della foresta in Origine
- Mako in La scuola più pazza del mondo
- Kuda in Barbie - La principessa delle perle
- Malucia in Barbie e il regno segreto
- Honey in Barbie e la ricerca dei cuccioli
- Miette in Barbie e le tre moschettiere
- Kiko in Pokémon: Arceus e il Gioiello della Vita
- Zorua in Pokémon: Il re delle illusioni Zoroark
- Diancie in Il film Pokémon - Diancie e il bozzolo della distruzione
- Amina in Il film Pokémon - Scelgo te!
- Kellie in Il film Pokémon - In ognuno di noi
- Kintoki in Doraemon - Il film: Nobita e gli eroi dello spazio
- Mozo in Doraemon - Il film: Nobita e le cronache dell'esplorazione della Luna
- Omotchama in Yatterman The Movie: Sfida nel regno dei giocattoli
- Ava, Elis e Lavaria in Lego Nexo Knights
- Minibepo e Romy in One Piece Film: Red

### Film TV e miniserie
- Calum Worthy in National Lampoon's Holiday Party

### Serie televisive
- Ella Roberts in Snobs
- Jack Dawes in Ti presento i Robinson
- Juliet Donenfeld in Lo show di Big Show
- Asuka in Miz and Mrs.
- Meich Campbell e Megan Hughes in Una strega imbranata

### Anime/Cartoni animati
- Vera in Pokémon Advanced, Pokémon Advanced Challenge, Pokémon Advanced Battle, Pokémon Battle Frontier, Pokémon Diamante e Perla: Battle Dimension
- Sinfony Senoo in Magica Doremì, Ma che magie Doremi, Doredò Doremi, Mille magie Doremi, Magica Magica Doremi
- Tachikoma in Ghost in the Shell: Stand Alone Complex, Ghost in the Shell: SAC 2045
- Ai in Aria - The Animation, Aria - The Natural, Aria - The Origination
- Kitty in Hello Kitty - Alla ricerca delle mele magiche, Hello Kitty - Il bosco dei misteri
- Ruby in Anthony - Formidabile formica
- Talem, Wing in Flint a spasso nel tempo
- Ronfo, Codetta in Hamtaro - Piccoli criceti, grandi avventure
- Voce narrante in Vitaminix
- Giuditta in Milo
- Ai in Yui - Ragazza virtuale
- Olga in Le storie di Anna
- Tsuyoshi Toukichi, Gommina in Gira il mondo principessa stellare
- Mary Champ in Zoids
- Tortina di fragola in Drawn Together
- Tamao Tamamura in Shaman King
- Nina Tucker e May Chang in Fullmetal Alchemist
- Danielle Phantom in Danny Phantom
- Katerina in Daniel Tiger
- Skip in Zack & Quack
- Wanda in Wanda e l'alieno
- Zucchetta Gal in Over the Garden Wall - Avventura nella foresta dei misteri
- Linda in Pablo
- Lovie in Keroro
- Pengui in Hanamaru
- Karen in Principesse sirene - Mermaid Melody
- Molly Winks in Le avventure di Piggley Winks
- Eri Sawachika in School Rumble
- Shanna in Shanna Show
- Tia in Zatch Bell!
- Maria e Nana Barberin in Remy la bambina senza famiglia
- My Melody in My Melody - Sogni di magia
- Amy Rose, Rusty, Thorn, Rose la nera in Sonic Prime
- Tippy in Alla ricerca della Valle Incantata
- Lulu in Twin Princess - Principesse gemelle
- Mr. Fluffy in Ni Hao, Kai-Lan
- Perla in Il mio amico Coniglio
- Marucho Marukuro in Bakugan - Battle Brawlers
- Patty in Poppets Town
- Freddi in Time Warp Trio
- Akubi in Akubi Girl
- Milli in Team Umizoomi
- Ami Hinamori in Shugo Chara - La magia del cuore
- Sopresorsa in Gli Orsetti del Cuore
- Twist e Flurry Heart in My Little Pony - L'amicizia è magica
- Pretty in Kaeloo
- Wanda in Allacciate le cinture! Viaggiando si impara (ridoppiaggio)
- Dorami in Doraemon
- Nina Thumbell in Ever After High
- Jessie in Beyblade V-Force
- Nika Aoi in Beyblade Burst
- Kuriko Aratama in Nanaka - Ma quanti anni hai?
- Kawaii in Slam Dunk
- Reiya Ooshima in Il mitico detective Loki
- Komachi Mikumari in Samurai 7
- Reborn in Tutor Hitman Reborn
- Meiko Honma "Menma" in Ano Hana
- Aqua in MÄR
- Mac in L'armadio di Chloé
- Silica in Sword Art Online
- Kanon Toudou e Uru in Pretty Star - Sognando l'Aurora
- Goldie Lemmon in Inazuma Eleven GO Chrono Stones
- Miku in Kilari
- Aura Senzia in Yu-Gi-Oh! Arc-V
- Po in Teletubbies (terza voce)
- Ringraziorsa in Gli orsetti del cuore e i loro cugini
- Shirori Ubuyashiki, Sumi Nakahara in Demon Slayer - Kimetsu no yaiba
- Beel in Beelzebub[1]
- Lisa in The Bagel and Becky Show
- Jackie in BNA: Brand New Animal
- Happy in Edens Zero
- Kunudon in Assassination Classroom
- Tobiume in Bleach
- Beatrice in Re:Zero - Starting Life in Another World
- Cerberus "Kero-Chan" in Card Captor Sakura
- Futari Goto in Bocchi the Rock!
- Omotchama in Yattaman (remake)
- Line Arshe in DanMachi
- Uleirika in Overlord
- Yuki Yoshikawa in HoriMiya
- R-2000 / Masha in Tokyo Mew Mew New
- Gus in Lu e la Banda Birbante[2]

### Videogiochi
- Amy Rose in Sonic Generations, LEGO Dimensions, Sonic Lost World, Sonic Boom: L'ascesa di Lyric, Mario & Sonic ai Giochi Olimpici Invernali di Sochi 2014, Mario & Sonic ai Giochi olimpici di Rio 2016, Sonic Forces, Mario & Sonic ai Giochi olimpici di Tokyo 2020, Team Sonic Racing, Sonic Frontiers[3]
- Lulu in League of Legends
- Yuumi in League of Legends
- Huepow e Karal in Klonoa: Door to Phantomile (ver. Wii)
- Eleanor e le sorelline in BioShock 2[4], PlayStation All-Stars Battle Royale
- Efi Oladele in Overwatch,[5] Overwatch 2[6]
- Clara O’Dea in Assassin's Creed: Syndicate[7]
- Snappy la foca in Spyro: Reignited Trilogy
- Treya in Diablo III[8]
- Alachiara in Heroes of the Storm[9]
- Meenu in Uncharted: L'eredità perduta[10]
- Shunsuke "Shu" Aoyama, Goldie Lemmon, Fei bambino e Mehr in Inazuma Eleven GO Chrono Stones[11]
- Icer/Lucy Downhill, Mercury/Carrie McCuring e Rhine/Ving Rice in Inazuma Eleven Strikers[12]
- Piplup in Pokémon Mystery Dungeon - Esploratori del tempo e dell'oscurità
- Pikachu in Pokémon Mystery Dungeon - I portali sull'infinito
- Principessa Salvia in Pokémon DP: I Vincitori della Lega di Sinnoh
- Ellie e Tony in Pokémon Nero e Bianco: Avventure a Unima e altrove
- Poison Ivy in Suicide Squad: Kill the Justice League[13]
- Voci aggiuntive in Monster Hunter Wilds

## Spot pubblicitari
- Telepromozioni all'interno del quiz Passaparola (Canale 5)